# Fran Kranz
Pour les articles homonymes, voir Kranz.
Fran Kranz, né le 13 juillet 1981 à Los Angeles, est un acteur et réalisateur américain.

## Biographie
Fran Kranz grandit à Los Angeles. Il commence à jouer dans des pièces de théâtre dès l'école primaire et souhaite définitivement devenir acteur quand il voit une vidéo d'Alec Guinness jouer dans Oliver Twist. N'ayant vu jusque-là cet acteur que dans Star Wars, son film préféré, il prend conscience des métamorphoses dont est capable un grand acteur. Il fait ses études secondaires au lycée Harvard-Westlake de North Hollywood avant d'aller passer quatre ans à l'université Yale, d'où il sort en 2004 avec un diplôme de lettres. Il profite des vacances scolaires pour commencer à jouer des petits rôles dans des films comme Donnie Darko, Training Day (2001) et Les Associés (2003).
Il joue un rôle plus important dans Le Village (2004) mais ce n'est qu'en 2009 avec son rôle récurrent, celui du programmeur excentrique et prétentieux des « poupées », dans la série télévisée Dollhouse qu'il accède à la notoriété. Après avoir tenu ce rôle durant les deux saisons de cette série créée par Joss Whedon, il collabore à nouveau avec lui dans les films La Cabane dans les bois, où il incarne l'un des personnages principaux, puis Beaucoup de bruit pour rien, adaptation modernisée d'une pièce de William Shakespeare. En 2013, il joue le rôle de Bernard dans la pièce de théâtre Mort d'un commis voyageur à Broadway.
Lors du Festival international du film de Saint-Sébastien 2024, il est membre du jury des longs-métrages.

## Filmographie

### comme acteur
- 1988 : Qaggiq (Gathering Place)

- 2001 : Donnie Darko, de Richard Kelly : un passager
- 2001 : Training Day, d'Antoine Fuqua : le chauffeur étudiant
- 2002 : Orange County, de Jake Kasdan : Shane Brainard
- 2003 : Les Associés (Matchstick Men), de Ridley Scott : le petit ami fainéant
- 2004 : Le Village (The Village), de M. Night Shyamalan : Christop Crane
- 2006 : Bickford Shmeckler's Cool Ideas de Scott Lew : Ralph
- 2006 : The Night of the White Pants, d'Amy Talkington : Millian Hagan
- 2006 : The TV Set, de Jake Kasdan : Zach Harper
- 2006 : Tout pour cette fille (Whirlygirl), de Jim Wilson : Freddie
- 2007 : Rise, de Sebastian Gutierrez : Alex
- 2008 : Saucisses piquantes (Wieners), de Mark Steilen : Joel
- 2008 : Shades of Ray, de Jaffar Mahmood : Sal Garfinkle
- 2010 : Don't Fade Away, de Luke Kasdan : Ben
- 2011 : Le Journal d'un dégonflé : Rodrick fait sa loi (Diary of a Wimpy Kid: Rodrick Rules), de David Bowers : Bill Walter
- 2012 : La Cabane dans les bois (The Cabin in the Woods), de Drew Goddard : Marty Mikalski
- 2012 : Beaucoup de bruit pour rien (Much Ado About Nothing), de Joss Whedon : Claudio
- 2014 :  Lust for Love (en), d'Anton King : Astor
- 2014 :  Before I Disappear, de Shawn Christensen : Darren
- 2014 :  Murder of a Cat (en), de Gillian Greene : Clinton Moisey
- 2014 : Last Weekend, de Tom Williams : Sean Oakes
- 2014 : The Living, de Jack Bryan : Teddy
- 2015 : Bloodsucking Bastards (en), de Brian James O'Connell : Evan
- 2015 : Mojave, de William Monahan : Bob
- 2017 : La Tour sombre, de Nikolaj Arcel : Pimli
- 2018 : You Might Be the Killer, de Brett Simons : Sam Wescott
- 2019 : La Loi de la jungle (Jungleland) de Max Winkler : Buck Noble

### comme réalisateur
- 2021 : Mass

### Télévision
- 1998 : Frasier (série télévisée, saison 6 épisode 1) : Aaron
- 2008 : Welcome to The Captain (série télévisée, 5 épisodes) : Josh Flug
- 2008 : Private Practice (série télévisée, saison 2 épisode 2) : Brian
- 2008 : Philadelphia (It's Always Sunny in Philadelphia) (série télévisée, saison 4 épisode 7) : un étudiant
- 2009 - 2010 : Dollhouse (série télévisée, 27 épisodes) : Topher Brink
- 2013 : The Good Wife (série télévisée, saison 4 épisode 21) : Eugene
- 2014 : Dallas (série télévisée, 3 épisodes) : Hunter McKay

## Distinctions

### Récompenses
- Fangoria Chainsaw Awards 2013 : meilleur acteur dans un second rôle pour La Cabane dans les bois
- Accolade Competition 2018 : Mention Spéciale du meilleur acteur pour The Truth About Lies
- Woodstock Film Festival 2018 : meilleur acteur pour The Truth About Lies
- Festival international du film de Busan 2021 : Prix du Public pour Mass
- Heartland International Film Festival (en) 2021 :
  - Prix FIPRESCI du meilleur réalisateur pour Mass
  - Prix du Public de la meilleure présentation narrative pour Mass
  - Prix des Journalistes de la meilleure présentation narrative pour Mass
- Indiana Film Journalists Association Awards 2021 :
  - Prix du meilleur scénario original pour Mass
  - Prix de la meilleure révélation de l'année pour Mass
- Nevada Film Critics Society Awards 2021 : meilleur scénario original pour Mass
- Festival international du film de Saint-Sébastien 2021 : Prix du Jeune Jury pour Mass
- St. Louis Film Critics Association Awards 2021 : meilleur scénario original pour Mass
- Woodstock Film Festival 2021 : meilleur film narratif pour Mass
- Critics Association of Central Florida Awards 2022 : meilleur scénario original pour Mass
- DiscussingFilm Critics Awards 2022 : meilleur scénario original et meilleur premier film pour Mass
- Film Independent Spirit Awards 2022 : Prix Robert Altman de la meilleure distribution pour Mass partagé avec Henry Russell Bergstein, Allison Estrin, Kagen Albright, Reed Birney, Michelle N. Carter, Ann Dowd, Jason Isaacs, Martha Plimpton et Breeda Wool.
- Hollywood Critics Association Awards 2022 : meilleur scénario original pour Mass
- Online Film & Television Association Awards 2022 : meilleur scénario original pour Mass
- Seattle Film Critics Society Awards 2022 : meilleur scénario original pour Mass
- San Diego Film Critics Society Awards 2022 : meilleur scénario original pour Mass

### Nominations
- Fright Meter Awards 2012 : meilleur acteur dans un second rôle pour La Cabane dans les bois
- Northeast Film Festival 2015 : meilleur acteur dans un court-métrage pour The Lord of Catan
- Florida Film Critics Circle Awards 2021 : meilleur scénario original pour Mass
- Greater Western New York Film Critics Association Awards 2021 : 
  - Prix du meilleur scénario original pour Mass
  - Prix du meilleur réalisateur pour Mass
- Las Vegas Film Critics Society Awards 2021 : meilleur nouveau réalisateur pour Mass
- Online Association of Female Film Critics Awards 2021 : meilleur nouveau réalisateur pour Mass
- Festival international du film de Saint-Sébastien 2021 : Prix du nouveau réalisateur pour Mass
- Utah Film Critics Association Awards 2021 : meilleur scénario original pour Mass
- Washington DC Area Film Critics Association Awards 2021 : meilleur scénario original pour Mass
- Festival du film de Zurich 2021 : meilleur film international pour Mass
- Alliance of Women Film Journalists Awards 2022 meilleur scénario original pour Mass
- Americana Film Fest 2022 : Prix du Public du meilleur scénario original pour Mass
- Austin Film Critics Association Awards 2022 :
  - Prix du meilleur scénario original pour Mass
  - Prix du meilleur premier film pour Mass
- Film Independent Spirit Awards 2022 : meilleur scénario original pour Mass
- Georgia Film Critics Association Awards 2022 : meilleur scénario original pour Mass
- Gold Derby Awards 2022 : meilleur scénario original pour Mass
- Hawaii Film Critics Society Awards 2022 : 
  - Prix du meilleur scénario original pour Mass
  - Prix du meilleur nouveau cinéaste pour Mass
- Hollywood Critics Association Awards 2022 : meilleur premier film pour Mass
- Indiana Film Journalists Association Awards 2022 : meilleur réalisateur pour Mass
- Festival international du film de Melbourne 2022 : Prix Bright Horizons pour Mass
- Music City Film Critics' Association Awards 2022 : meilleur scénario original pour Mass
- North Carolina Film Critics Association Awards 2022 : 
  - Prix du meilleur scénario original pour Mass
  - Prix du meilleur nouveau cinéaste pour Mass
- Online Film & Television Association Awards 2022 : meilleur réalisateur pour Mass
- Online Film Critics Society Awards 2022 :
  - Prix du meilleur scénario original pour Mass
  - Prix  du meilleur nouveau cinéaste pour Mass
- San Diego Film Critics Society Awards 2022 : meilleur nouveau réalisateur pour Mass
- Seattle Film Critics Society Awards 2022 : meilleur scénario original pour Mass
- Días de Cine Awards 2023 : meilleur film étranger pour Mass